# Zalesie (rejon kamieniecki)
Zalesie (biał. Залессе, Zalessie; ros. Залесье, Zalesje) – wieś na Białorusi, w obwodzie brzeskim, w rejonie kamienieckim, w sielsowiecie Ogrodniki, przy granicy z Polską.

## Historia
W Rzeczypospolitej Obojga Narodów leżało w województwie brzeskolitewskim, w powiecie brzeskolitewskim. Było wówczas wsią prywatną. Odpadło od Polski w wyniku III rozbioru.
W XIX i w początkach XX w. położone było w Rosji, w guberni grodzieńskiej, w powiecie brzeskim, w gminie Wołczyn.
W dwudziestoleciu międzywojennym leżało w Polsce, w województwie poleskim, w powiecie brzeskim, w gminie Wołczyn. W 1921 miejscowość liczyła 237 mieszkańców, zamieszkałych w 57 budynkach, w tym 236 Polaków i 1 Rosjanina. 216 mieszkańców było wyznania prawosławnego, 18 mojżeszowego i 3 rzymskokatolickiego.
Po II wojnie światowej w granicach Związku Sowieckiego. Od 1991 w niepodległej Białorusi.